# Yuzhno-Kurilsk
Yuzhno-Kurilsk (en ruso: Ю́жно-Кури́льск) es un asentamiento de tipo urbano en el óblast de Sajalín de la Federación Rusa. Es el centro administrativo del raión de Yuzhno-Kurilsk, y la mayor localidad de la isla de Kunashir.

## Clima

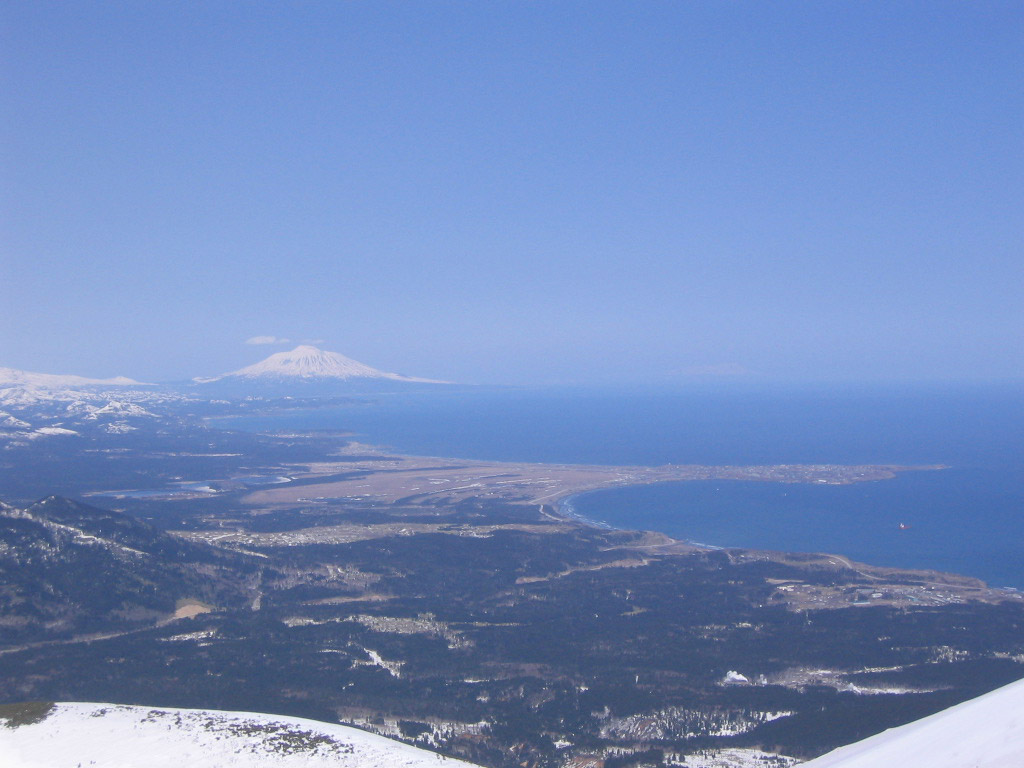
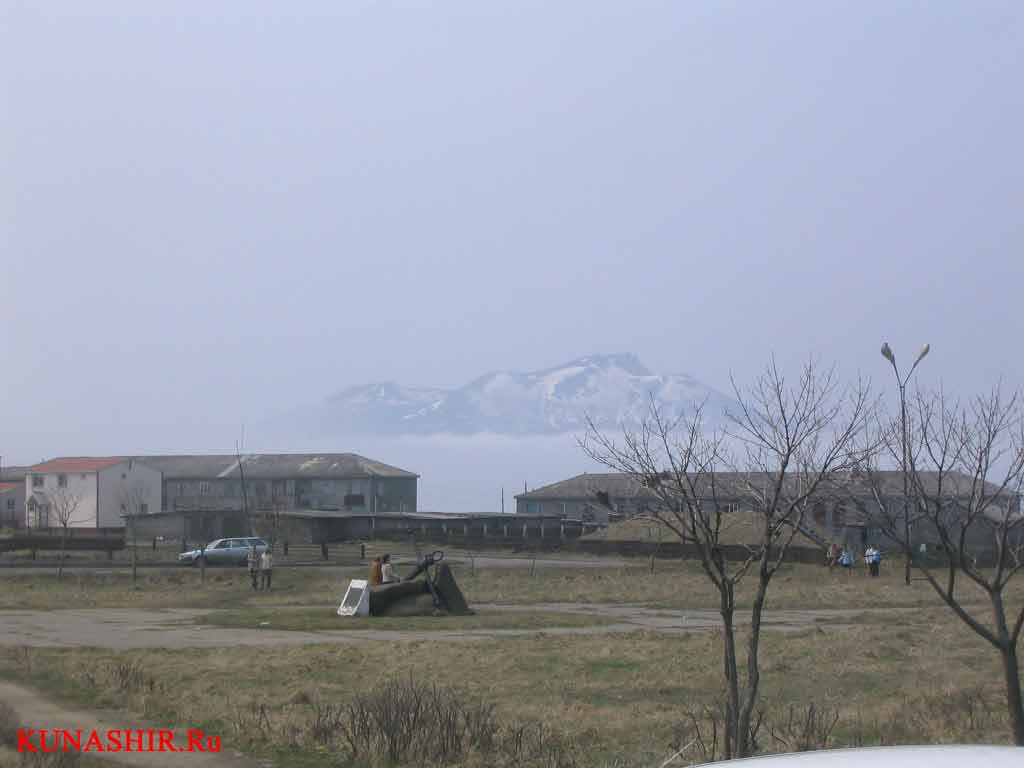
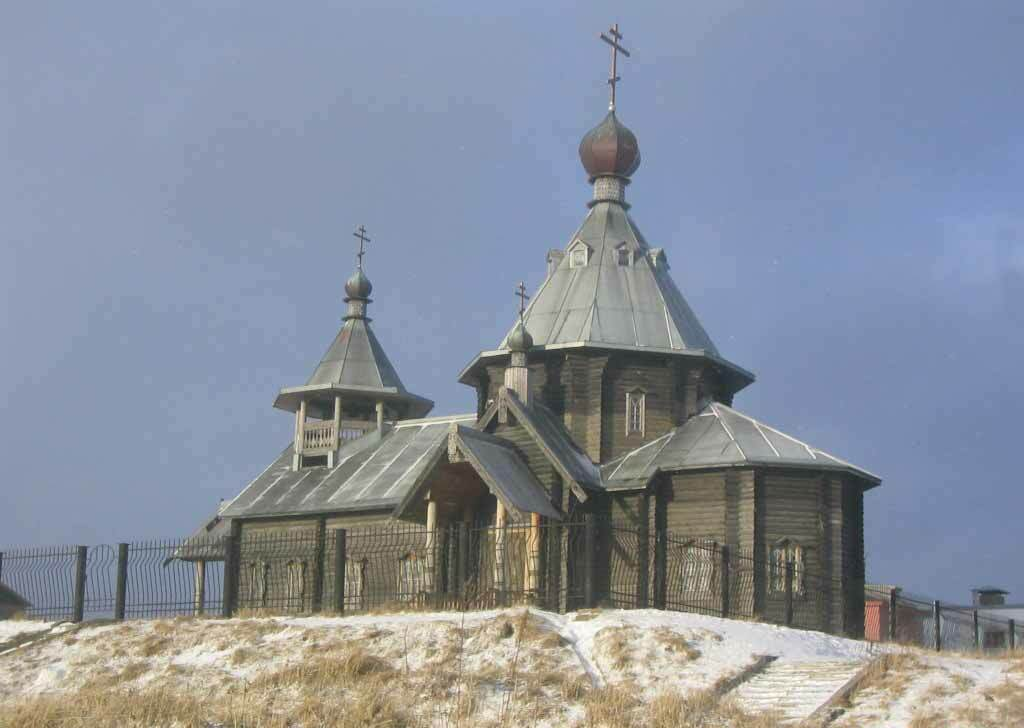
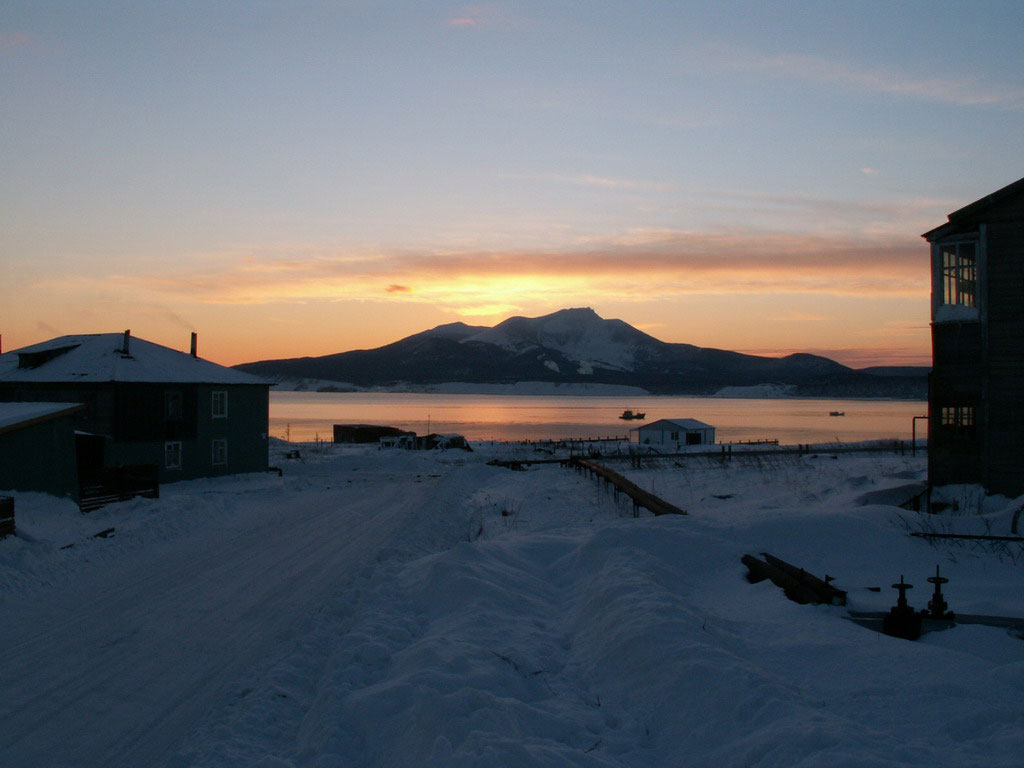

| Parámetros climáticos promedio de Yuzhno-Kurilsk (1991-2020) | Parámetros climáticos promedio de Yuzhno-Kurilsk (1991-2020) | Parámetros climáticos promedio de Yuzhno-Kurilsk (1991-2020) | Parámetros climáticos promedio de Yuzhno-Kurilsk (1991-2020) | Parámetros climáticos promedio de Yuzhno-Kurilsk (1991-2020) | Parámetros climáticos promedio de Yuzhno-Kurilsk (1991-2020) | Parámetros climáticos promedio de Yuzhno-Kurilsk (1991-2020) | Parámetros climáticos promedio de Yuzhno-Kurilsk (1991-2020) | Parámetros climáticos promedio de Yuzhno-Kurilsk (1991-2020) | Parámetros climáticos promedio de Yuzhno-Kurilsk (1991-2020) | Parámetros climáticos promedio de Yuzhno-Kurilsk (1991-2020) | Parámetros climáticos promedio de Yuzhno-Kurilsk (1991-2020) | Parámetros climáticos promedio de Yuzhno-Kurilsk (1991-2020) | Parámetros climáticos promedio de Yuzhno-Kurilsk (1991-2020) |
| Mes                                                          | Ene.                                                         | Feb.                                                         | Mar.                                                         | Abr.                                                         | May.                                                         | Jun.                                                         | Jul.                                                         | Ago.                                                         | Sep.                                                         | Oct.                                                         | Nov.                                                         | Dic.                                                         | Anual                                                        |
| ------------------------------------------------------------ | ------------------------------------------------------------ | ------------------------------------------------------------ | ------------------------------------------------------------ | ------------------------------------------------------------ | ------------------------------------------------------------ | ------------------------------------------------------------ | ------------------------------------------------------------ | ------------------------------------------------------------ | ------------------------------------------------------------ | ------------------------------------------------------------ | ------------------------------------------------------------ | ------------------------------------------------------------ | ------------------------------------------------------------ |
| Temp. máx. abs. (°C)                                         | 8.5                                                          | 9.3                                                          | 11.9                                                         | 20.9                                                         | 26.2                                                         | 29.0                                                         | 30.4                                                         | 30.5                                                         | 27.3                                                         | 22.4                                                         | 18.2                                                         | 13.3                                                         | 30.5                                                         |
| Temp. máx. media (°C)                                        | -1.5                                                         | -2.2                                                         | 0.7                                                          | 5.1                                                          | 9.0                                                          | 11.6                                                         | 15.5                                                         | 18.3                                                         | 17.8                                                         | 13.6                                                         | 7.6                                                          | 1.4                                                          | 8.1                                                          |
| Temp. media (°C)                                             | -3.9                                                         | -4.9                                                         | -2.0                                                         | 1.9                                                          | 5.5                                                          | 8.9                                                          | 12.9                                                         | 15.9                                                         | 15.4                                                         | 11.1                                                         | 4.9                                                          | -1.0                                                         | 5.4                                                          |
| Temp. mín. media (°C)                                        | -6.0                                                         | -7.3                                                         | -4.3                                                         | -0.4                                                         | 3.2                                                          | 7.1                                                          | 11.2                                                         | 14.2                                                         | 13.4                                                         | 8.5                                                          | 2.2                                                          | -3.2                                                         | 3.2                                                          |
| Temp. mín. abs. (°C)                                         | -16.5                                                        | -20.3                                                        | -18.0                                                        | -9.4                                                         | -3.1                                                         | 0.3                                                          | 2.8                                                          | 7.0                                                          | 4.3                                                          | -3.5                                                         | -7.6                                                         | -13.6                                                        | -20.3                                                        |
| Precipitación total (mm)                                     | 60                                                           | 45                                                           | 69                                                           | 89                                                           | 124                                                          | 117                                                          | 134                                                          | 166                                                          | 179                                                          | 131                                                          | 104                                                          | 83                                                           | 1301                                                         |
| Nevadas (cm)                                                 | 12                                                           | 19                                                           | 17                                                           | 3                                                            | 0                                                            | 0                                                            | 0                                                            | 0                                                            | 0                                                            | 0                                                            | 1                                                            | 6                                                            | 58                                                           |
| Días de lluvias (≥ 1 mm)                                     | 4                                                            | 2                                                            | 5                                                            | 15                                                           | 22                                                           | 23                                                           | 25                                                           | 23                                                           | 21                                                           | 21                                                           | 19                                                           | 9                                                            | 189                                                          |
| Días de nevadas (≥ 1 mm)                                     | 28                                                           | 25                                                           | 24                                                           | 13                                                           | 3                                                            | 0                                                            | 0                                                            | 0                                                            | 0                                                            | 2                                                            | 14                                                           | 26                                                           | 135                                                          |
| Horas de sol                                                 | 113                                                          | 153                                                          | 172                                                          | 161                                                          | 166                                                          | 123                                                          | 103                                                          | 117                                                          | 160                                                          | 175                                                          | 124                                                          | 113                                                          | 1680                                                         |
| Humedad relativa (%)                                         | 73                                                           | 74                                                           | 77                                                           | 82                                                           | 87                                                           | 93                                                           | 95                                                           | 92                                                           | 84                                                           | 75                                                           | 73                                                           | 72                                                           | 81.4                                                         |
| Fuente n.º 1: Погода и климат                                |                                                              |                                                              |                                                              |                                                              |                                                              |                                                              |                                                              |                                                              |                                                              |                                                              |                                                              |                                                              |                                                              |
| Fuente n.º 2: NOAA (Horas de sol, 1961-1990)                 |                                                              |                                                              |                                                              |                                                              |                                                              |                                                              |                                                              |                                                              |                                                              |                                                              |                                                              |                                                              |                                                              |